# Ревин, Валентин Алексеевич
Валентин Алексеевич Ревин (1920 — 2013) — советский деятель внешней разведки, генерал-лейтенант. Начальник Академии внешней разведки (1991—1997).

## Биография
Родился 16 сентября 1932 года в Москве в семье служащих.
С 1945 по  1955 год обучался в Московском химико-технологическом институте имени Д. И. Менделеева. С 1955 по 1956 год в качестве инженера занимался исследовательской деятельностью в Проблемной лаборатории этого института. С 1956 по  1956 год проходил обучение в аспирантуре МХТИ имени Д. И. Менделеева.
В 1960 году был направлен на службу во внешнюю разведку: с 1960 по 1963 год — оперуполномоченный 10-го отдела (научно-техническая разведка) Первого главного управления КГБ при СССР. С 1963 по 1966 год по линии научно-технической разведки работал под дипломатическим прикрытием в США, в 1966 году властями США был объявлен нежелательной персоной.
С 1970 по 1975 год по линии научно-технической разведки работал под дипломатическим прикрытием работал в Японии. 
С 1975 по 1987 год работал в центральном аппарате ПГУ КГБ при СМ СССР — ПГУ КГБ СССР: с 1975 по 1979 год — заместитель начальника Управления «Т» (научно-техническая разведка), с 1979 по 1987 год — руководитель Управления «И» (компьютерная служба). С 1987 по 1989 год — первый заместитель руководителя, с 1989 по 1991 год — руководитель Представительства КГБ в Афганистане (с 1991 года — Представительство ЦСР в Афганистане). По воспоминаниям генерала М. А. Гареева (с 1989 по 1990 год — главный военный советник президента Афганистана): 

...После его отъезда [Зайцева] главным представителем КГБ стал генерал Ревин Валентин Алексеевич, очень умный и эрудированный человек. Он был большим знатоком Афганистана. В свое время, выполняя спецзадания, обходил и объездил полстраны. В период, когда он был заместителем В. П. Зайцева, участвовал во всех заседаниях Ставки ВГК. Но после отъезда В. П. Зайцева, став главным представителем, он несколько изменил стиль своего поведения...В целом сотрудничество и взаимодействие с представителями КГБ, конечно, было. Сама жизнь вынуждала идти на это...
С 1991 по 1997 год — начальник Краснознамённого института имени Ю. В. Андропова КГБ СССР (с 1994 года — Академия внешней разведки; Московская область, Мытищинский район) и почётный профессор этой академии.
С 1997 года в отставке.

## Награды
- Орден Красного Знамени
- два ордена Красной Звезды
- Почётный сотрудник госбезопасности

## Книги
- Энциклопедия секретных служб России / Автор-составитель А.И.Колпакиди. — М.: АСТ, Астрель, Транзиткнига, 2004. — С. 684-685. — 800 с. — ISBN 5-17018975-3.
- Дегтярёв К., Колпакиди А. И. Внешняя разведка СССР. — М.: Эксмо, 2009. — 736 с. — ISBN 978-5-699-34180-1.
- Колпакиди А. И., Прохоров Д. П. Внешняя разведка России. — СПб.; М.: Нева: Олма-Пресс, 2001. — ISBN 5-7654-1408-7. — ISBN 5-224-02406-4.